# باچیکی دالشه
باچیکی دالشه (به لهستانی:  Baciki Dalsze) یک روستا در لهستان است که در گمینا شمیاتچه واقع شده‌است.